# Цветови тон
Цветовият тон е една от трите основни характеристики на цвета, наред със светлостта и наситеността, изразяваща субективното възприемане на неговата преобладаваща дължина на вълната. Може да се дефинира като „степента, в която дадено дразнение може да се опише като подобно или различно от дразненията, описвани като червено, оранжево, жълто, зелено, синьо и виолетово“.